# Prodidomus revocatus
Prodidomus revocatus là một loài nhện trong họ Gnaphosidae.
Loài này thuộc chi Prodidomus. Prodidomus revocatus được Mordecai Cubitt Cooke miêu tả năm 1964.